# Championnat de Côte d'Ivoire de football de troisième division
Le Championnat de Côte d'Ivoire de football de 3e division est une compétition annuelle mettant aux prises 36 clubs de football en Côte d'Ivoire. Il s'agit du 3e niveau de l'organisation pyramidale du Football en Côte d'Ivoire.
Les clubs sont répartis en 4 poules : deux de 10 clubs et deux autres de 9 clubs. À la fin du championnat, les 2 premiers des poules de 9 jouent 2 matchs d'appuis pour désigner le troisième qualifié qui rejoint les autres têtes de poules de 10. Les quatre derniers sont relégués en « Championnat de division régionale », équivalent d'une « 4e division », tandis que les vainqueurs des poules sont promus en MTN Ligue 2.